# 에올람비아
에올람비아는 중생대 백악기 후기에 살았던 공룡이다. 속명의 뜻은 '새벽의 람베오사우루스류'를 의미한다.

## 특징

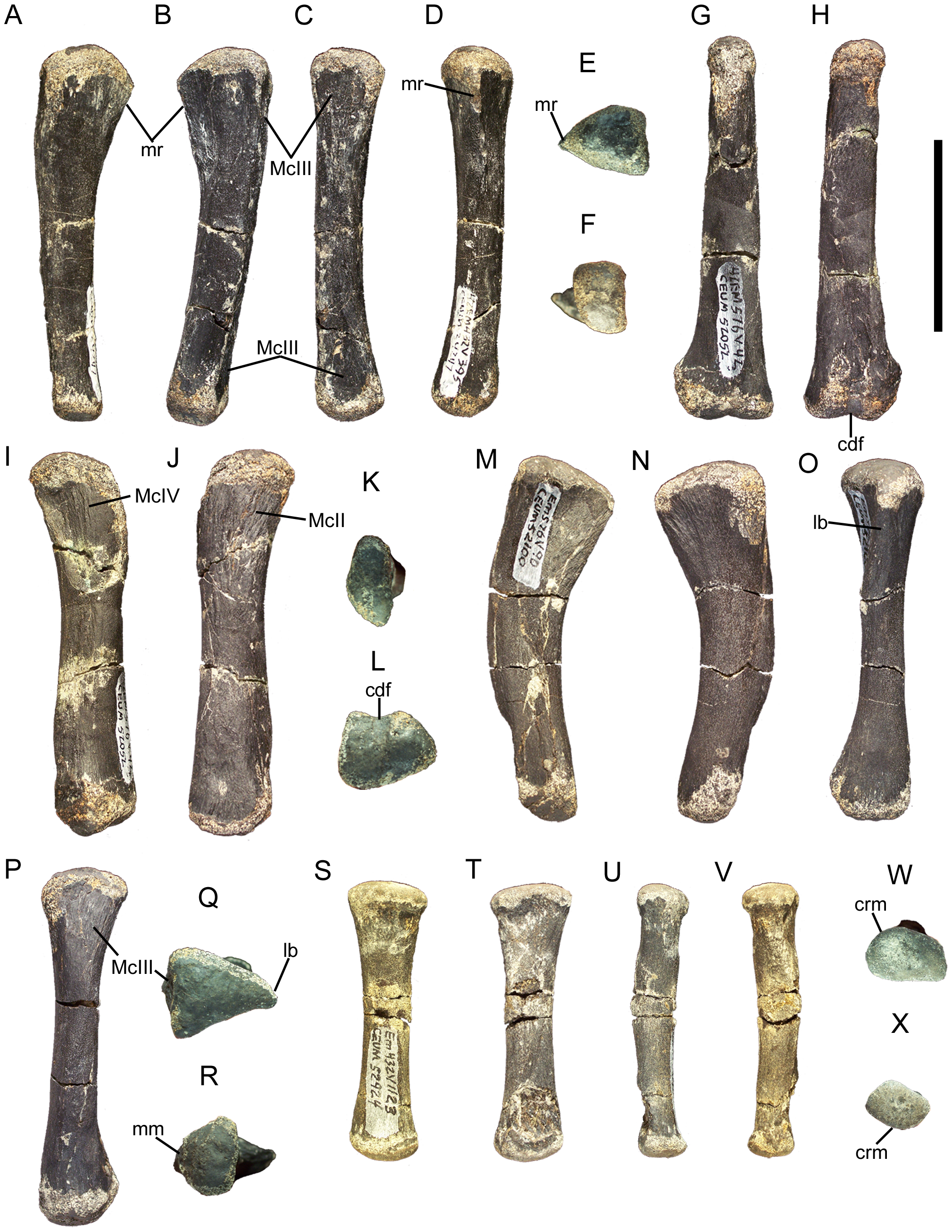
에올람비아의 화석 조각들

에올람비아의 몸길이는 6 미터 (240 in)이고, 무게는 1 tonne (1,000 kg) 정도이다. 주로 습한 범람원 환경의 호수 가장자리에 있는 숲에서 살았으며, 겉씨식물, 양치류를 포함한 꽃이 피는 모든 식물을 먹었을 것으로 추정된다. 에올람비아의 알 껍질은 다양한 지역에서 발견되었는데, 알 껍질의 두께는 2 밀리미터 (0.079 in)이다.

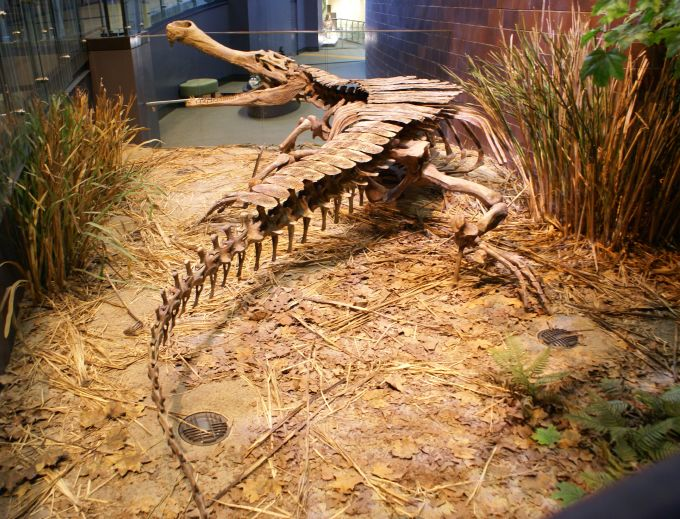
사르코수쿠스의 뼈대의 모습. 사르코수쿠스와 에올람비아는 생존 시기와 서식지가 겹쳤을 것으로 추정된다.

어린 에올람비아는 호수에 서식하는 사르코수쿠스 같은 대형 악어의 먹이가 되었을 것으로 추정된다. 그러나 나이가 들수록 악어의 영향을 받지 않게 되고, 성숙한 개체(최소 8~9세)들은 대형 수각류 공룡들의 먹이가 되었을 것이라고 추정된다.